# Тредуэлл, Фредерик Пирсон
Фредерик Пирсон Тредуэлл (нем. Frederick Pearson Treadwell; 5 февраля 1857, Портсмут, США — 24 июня 1918, Цюрих) — швейцарский химик-аналитик, педагог, профессор, доктор наук (1878).

## Биография
До 1878 года изучал химию в Гейдельбергском университете. Ученик Р. В. Бунзена.
Работал у В. Мейера в Цюрихе. С 1894 года — профессор Высшего технического училища. 
Основные его работы посвящены определению хрома, серы, кобальта, отделению цинка от никеля и кобальта, изучению влияния комплексообразования на выполнение аналитических определений и др. 
Автор многократно переиздававшегося «Краткого учебника аналитической химии» (2 тт., 1899—1902), в котором изложил точные методы химического анализа.

## Избранные сочинения в рус. переводе
- Курс аналитической химии, т. 1, 9 изд., т. 2, ч. 1‒3, 7 изд., М.‒Л., 1935‒46; Таблицы качественного анализа, М.‒Л., 1931 (совм. с В. Мейером).